# マイク・ゴールド
マイク・ゴールド（Mike Gold、1894年4月12日 - 1967年5月14日）は、ユダヤ系アメリカ人作家 Itzok Isaac Granichのペンネームである。ゴールドは、生涯にわたって社会主義者であり、作家であるとともに文芸評論家であった。彼の半自叙伝『金のないユダヤ人（Jews Without Money）』（1930年）は、ベストセラーとなった。1930年代から1940年代にかけて、ゴールドは、アメリカ合衆国の卓越した プロレタリア文学の著者であり編集者であると見なされていた。

## 経歴
ゴールドは、1894年4月12日にItzok Isaac Granich として 、ニューヨーク市のロウアー・イースト・サイドにおいてルーマニア系 ユダヤ人 ユダヤ人の移民の両親（Chaim Granich とGittel Schwartz Granich）の間に生まれた。
彼にはふたりの兄弟（MaxとGeorge）がいた。マイク・ゴールドは、Irwin Granich名義で最初の著作を出版した。彼は、1919年から1920年にかけての急進的なパーマー・レイドの時期にマイク・ゴールドという偽名を繰り返し使った。これは、南北戦争におけるユダヤ人の老兵にちなんだ名前であり、コールドは「奴隷解放」のために戦ったこの老兵を尊敬していた。
ゴールドは、ドロシー・デイと行動を共にしたことがある。。

### 文学的なキャリア
フロイド・デルとマックス・イーストマンによって編集されていた社会主義者の雑誌『The Masses』は、ゴールドの最初の著作を1914年8月に出版した。その"Three Whose Hatred Killed Them"は、無政府主義者がレキシントン街爆弾事件において自らの爆弾によって殺されたことについてのポエムである。ゴールドは、彼らの純粋な意図をたたえた。彼は死ぬまで、1917年の十月革命とソビエト連邦のすべてについて、熱心な支持者であった。1921年から1922年にかけて、ゴールドとクラウデ・マッケイは、マックス・イーストマンの雑誌『The Liberator』の編集責任者になった。1922年、ゴールドは、「ロシアの十月革命は、ユダヤ人よりも良い世界を残す。彼らは、無数の最終的勝利によってより良い世界を残すであろう。貧しい者も次の世代においてはパンや平和や文化をもち、ユダヤ人の遺産である教会はなく、横たわっている寄生虫だらけの犬の群れもいないであろう」と書いた。
1925年、ゴールドはモスクワを訪れた。1926年、彼は『The New Masses』誌の創刊編集者であった。同誌は、左翼の作品を出版し、急進的な劇団も立ち上げた。ゴールドは、1928年から1934年にかけて編集責任者を務めた。『The Liberator』と『The New Masses』の両誌において、彼は、怪しい出自をもつ文芸的な左翼による作品よりも、普通の労働者による手紙、ポエムやフィクションを出版することを好んだ。
彼が『The New Masses』誌に書いた記事の中で広く注目されたのは、「ガートルード・スタイン：文学的にはまぬけ」であった。ここでは彼は、「彼女の作品は、保護施設内の区画にいる偏執狂患者がわけのわからないことを言っているようなもの…。ガートルード・スタインの文学的なまぬけさは、資本主義者のシステム全体の狂気を反映しているものである。これは、ブルジョア社会の壁について広くどこにでも書かれている破滅の兆候である」と非難した。
"Proletarian Realism"（1930年）において、ゴールドは、マルセル・プルーストについて、「最悪の例であるとともに、我々が最も望まない者は、壮観なプルースト、ブルジョア文学の自惚れの権化である」と述べた。彼は、ピューリッツアー賞受賞者ソーントン・ワイルダーについても同様に辛らつな言葉で攻撃した。

### 『金のないユダヤ人』
ゴールドは、1920年代を通じて、彼の小説『金のないユダヤ人』の執筆作業を行った。これは、貧しいロウアー・イースト・サイドの世界において成長することについてフィクション化された自叙伝を描いたものである。
世界恐慌が始まった直後の1930年に出版され、すぐに成功し、最初の数年に多くの増刷を重ね、14か国語以上に翻訳された。本書は、アメリカのプロレタリア文学のプロトタイプとなった。
本書の彼の著者注記において、ゴールドは、「私は、本書でニューヨークのとあるゲットーにおけるユダヤ人の貧困の物語を伝えた。同様のお話は、世界中にある100の他のゲットーのものでもありうる。数世紀に渡ってユダヤ人は、このユニバーサルなゲットーで暮らしてきた」と書いている。

### 人望
『金のないユダヤ人』の人気は、ゴールドをアメリカ共産党の全国的な象徴かつ文化的な人民委員にした。彼は、死ぬまで、その機関紙『Daily Worker』の連載コラムニストであった。
ゴールド自身は、その小説からの次の引用を繰り返すことを楽しんだ。『おぉ、労働者の革命！あなたは真の救世主！』。
批評家としてゴールドは、アメリカ共産党の路線を逸脱したと彼が考えた左翼の著者を激しく非難した。これらの中で彼が非難したのは、アルバート・マルツと裏切り者アーネスト・ヘミングウェイであった。これに対してヘミングウェイは、「マイク・ゴールドのところに行って伝えろ、アーネスト・ヘミングウェイは、『go fuck himself』と言っていると」と返した。

### 死と遺産
ゴールドは、1967年5月14日、心疾患を含む複合疾患でカリフォルニア州テラリンダにおいて亡くなった。彼は、73歳であった。
ゴールドの論文は、ニューヨーク市のニューヨーク大学にある「タミメント図書館およびロバート・F・ワーグナー・アーカイブス」に保管されている。
彼の死後、 アリス・ニールは、彼の肖像を描いた。

## 作品
- Life of John Brown Girard, KS: Haldeman-Julius, 1924年
- Proletarian Song Book of Lyrics from the Operetta "The Last Revolution" With J. Ramirez and Rudolph Liebich. Chicago: Local Chicago, Workers Party of America, 1925年
- The Damned Agitator and Other Stories Chicago: Daily Worker Publishing, 1927年 —Little Red Library #7.
- Money: A Play in One Act. New York: Samuel French, 1929年
- 120 Million New York: International Publishers, 1929年
- 『金のないユダヤ人』 - Jews Without Money New York: International Publishers, 1930年 - ボストンでは禁止
- Charlie Chaplin's Parade New York: Harcourt, Brace, 1930年
- Proletarian Literature in the United States: An Anthology (Contributor.) New York: International Publishers, 1935年
- Change the World! New York: International Publishers, 1936年
- "Battle Hymn": A Play in Three Acts With Michael Blankfort. New York: Play Bureau, Federal Theatre Project, 1936年
- The Hollow Men New York: International Publishers, 1941年
- David Burliuk: Artist-Scholar, Father of Russian Futurism New York: A.C.A. Gallery, 1944年
- Rhymes for Our Times With Bill Silverman and William Avstreih. Bronx, NY: Lodge 600, Jewish People's Fraternal Order of the International Workers Order, 1946年
- The Mike Gold Reader New York: International Publishers, 1954年